# Перламутровка бледная
Перламутровка бледная (лат. Boloria eunomia) — вид бабочек из семейства нимфалид.

## Этимология латинского названия
Эвномия (др.-греч. Εὐνομία) — в древнегреческой мифологии богиня времен года, дочь Зевса и Фемиды.

## Описание
Длина переднего крыла 17—20 мм. Крылья сверху желто-бурые с типичным для перламутровок шашечным рисунком. Низ крыльев бледный, без перламутровых пятен и затемнений, с характерными глазками вдоль наружного края.

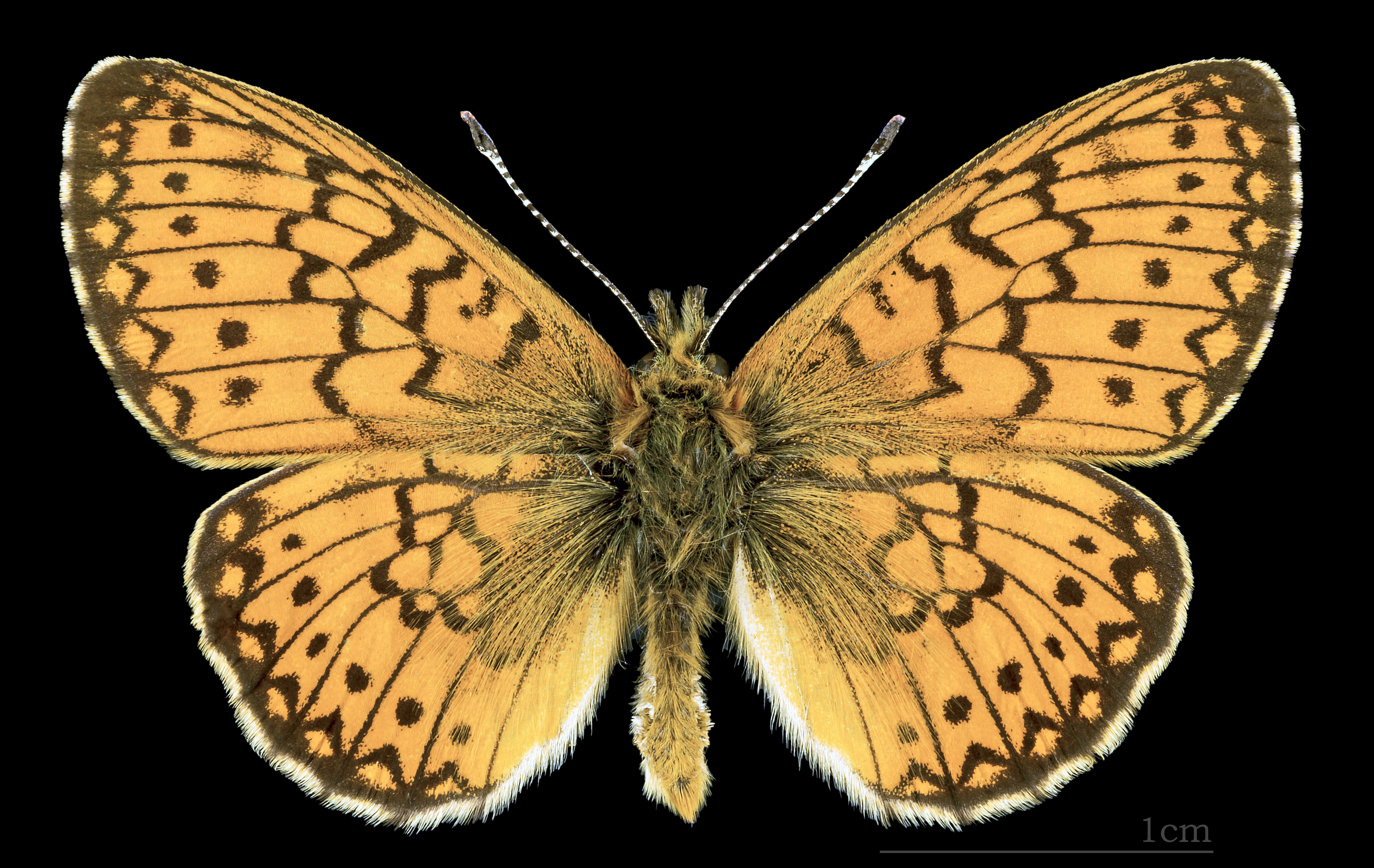
Перламутровка болотная
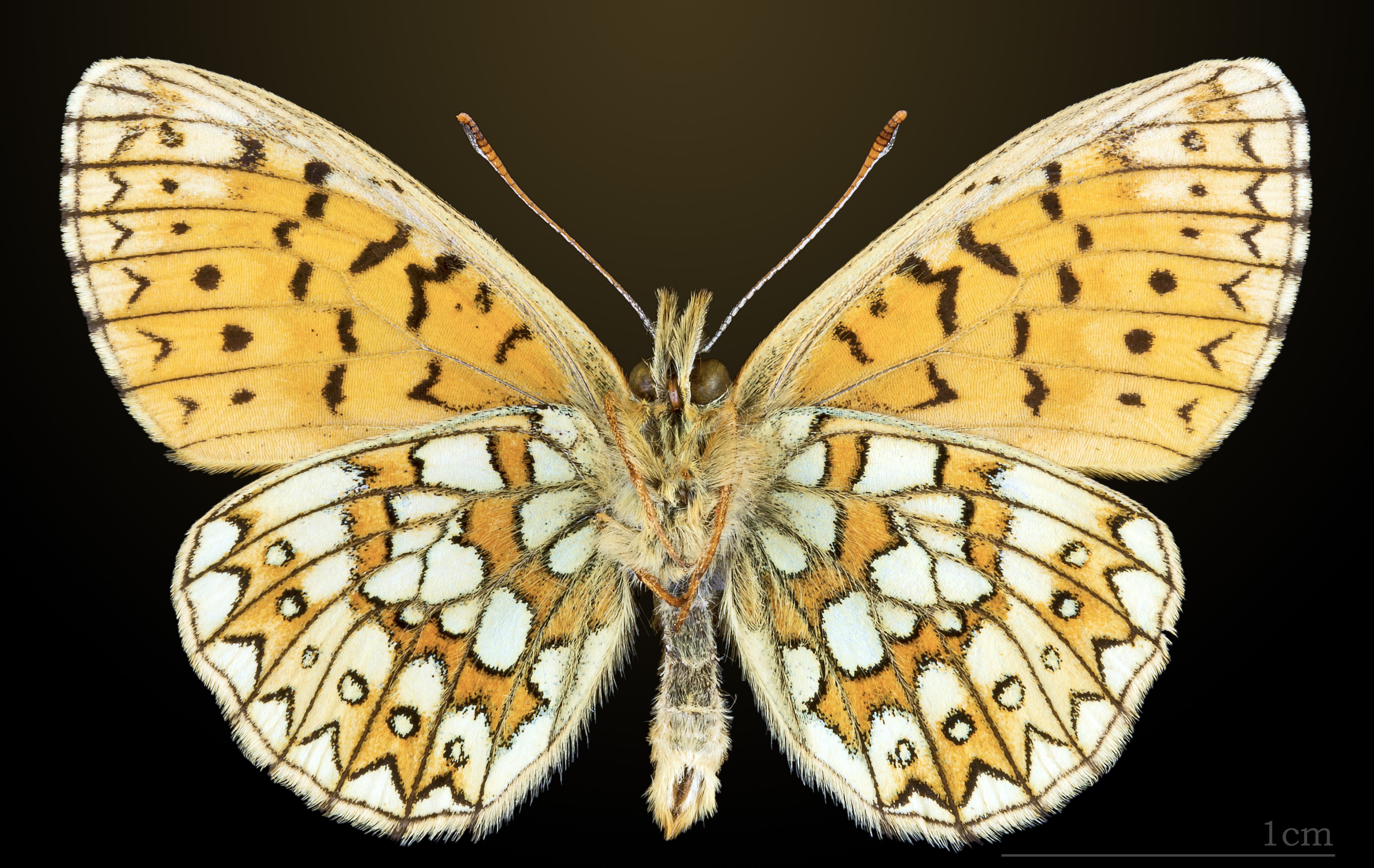
△ Перламутровка болотная

## Распространение
Умеренные пояса Евразии и Северной Америки. Центральный Кавказ и Закавказье (Армения). В европейской части России вид обычен на севере, а в центре встречаются только отдельные популяции. Самые южные находки вида были в Саратовской области.
Обитает в сфагновых (в том числе верховых) болотах и влажных заливных лугах. Очень редкий и локальный вид. В лесном поясе Беларуси и Центральной России встречается по верховым болотам, багульниковым соснякам, пушице-сфагновым, заболоченным сосновым лесам. На крайнем юге своего ареала встречается в смешанных лесах на влажных высокотравных осоковых лугах с аспектом горца.

## Биология
Развивается в одном поколении. На севере в поясе тундры лёт бабочек начинается в конце июня и длится по начало августа. Южнее время лёта смещается на начало июня, а в средней полосе России, в Польше, на Украине и в Беларуси бабочки летают с конца мая до конца июня.
Локальный и оседлый вид, распространение отдельных популяций которого часто ограничивается участками в несколько сотен квадратных метров.
После спаривания самка откладывает до 50 яиц, по 2—4, реже группами до 20 штук на нижней стороне кормового растения. Гусеницы развиваются с зимовкой с июня по май следующего года. Питаются ночью, днем скрываются под листьями. Кормовые растения гусениц — болотные виды фиалок, горцев, голубика и черника. Кормовым растением может служить и клюква. В южных частях ареала гусеницы развиваются с июля, перезимовывают и окукливаются в мае на почве или под листьями.

## Охрана
В последние десятилетия вид исчез в нескольких странах Европы. Включен в Красную книгу Московской области (1998 год, 1 категория), Польши (2001). Признан находящимся под угрозой исчезновения в Литве.
Популяции вида страдают при добыче торфа в связи с прямым истреблением кормовых растений гусениц.